# Ninki
Ninki, Nunki (sumerisch DNIN.KI, NUN.KI; „Herr/in der Erde/Unterwelt“) gehören in der sumerischen Religion zu den ursprünglichen Schöpfungsgottheiten, die in Einzel- und Gruppengestalt auftreten konnten. Neben DNIN.KI existierte von der präsargonischen bis zur altbabylonischen Zeit auch die Bezeichnung DNUN.KI.

## Hintergrund

### Einzelgötter
In der großen Götterliste SF 1 von Fara erscheinen nur vier NIN-Namen, worunter Ninki an zweiter Stelle hinter DNIN.LAK777.DU6 steht. Die Anordnung zeigt eine Entwicklungsstufe in Urform, als noch keine Paarbildung und feste Reihenfolge der Gottheiten vorhanden war.
In Beschwörungstexten wird Enki-Ninki/Nunki mit den Wurzeln der Tamariske oder dem Wachstum eines Schilfrohres assoziiert. Die in den lexikalischen Texten aus Ebla als „na-iš-gar-ga-ri-im (Lebewesen der Erde)“ genannte Göttin Ninki ist in der orthografischen Form „nig-ki“ auch als „nammaštu, zermandu (Getier/Gewürm)“ belegt. Es wird daher angenommen, dass zwischen Ninki/Nigki ein engerer Zusammenhang bestand und die Bezeichnungen ursprünglich identisch mit denen der Enki-Ninki-Gruppe waren.
Im Kult von Ebla ist ein Opfer der Königin an Ninki belegt. DNIN.KI ist eine der Gottheiten, die Eanatum in der Geierstele für den Schwur des Königs von Umma verwendet und sie dort als „Herrin der Erde/Unterwelt“ bezeichnet. Die emesal-Texte erwähnen Nunki als Namen von Eas Gattin „Damkina“ in der Form „DGašan-ki“. In neuassyrischer Zeit ist in Kalchu eine DNIN.KItim als Gemahlin des Ea-šarru bezeugt.

### Enki-Ninki-Gruppe
Den ältesten Beleg für die Enki-Ninki-Gruppe stellen die Fara-mythologischen Texte dar, in denen die Enki-Ninki-Gruppe als „Enkis Eltern“ dargestellt sind. In den weiteren Ausführungen wird erklärt, dass Enki und Ninki sieben (Ur)-Götterpaare hervorbrachten. Die Angabe der acht Götterpaare aus Abu-Salabich bildet hier einen weiteren Zusammenhang, obwohl auch die alternative Deutung möglich ist, dass sieben Enki-Ninki-Gottheiten geboren wurden.
Ein präsargonisches Fragment aus Lagaš erwähnt den kosmischen Ur-Zustand: „Als die Enki-Nunki noch nicht lebten, als Enlil noch nicht lebte, als Ninlil noch nicht lebte.“ Auf welche Weise die Enki-Ninki starben und in die Unterwelt gelangten, ist nicht überliefert. Als möglicher Grund kommt die Spaltung des Kosmos in Himmel und Erde durch Enlil in Frage. In der Erzählung „Gilgameschs Tod“ wird die Enki-Ninki-Gruppe unter anderen Unterweltsgottheiten aufgezählt. Die spätere Genealogie nennt die Enki-Ninki-Gottheiten als Ahnen Enlils. In Pluralform können damit ganze Göttergruppen gemeint sein, die dann eine Appositionsverbindung darstellen, also „Herr/Herrin Erde“.
Für die „Mütter und Väter Enlils“ fanden jährliche Trauerfeiern am „heiligen Hügel (DU6.KU)“ in Nippur statt, dem ursprünglichen Wohnort der Enki-Ninki vor der Trennung des Kosmos. Dieser sehr alte Ritus stammt aus dem dritten Jahrtausend v. Chr. und ist auch im „Fluch über Akkade“ bezeugt. Möglicherweise wurde die Trauerfeier auch am DU6.ur in Ur begangen.
In der Götterliste SF 23 aus Fara und Abu Salabich zeigen sich feste Verbindungen für acht Götterpaare; in der altbabylonischen Liste aus Mari schon zehn und in der An-Liste erhöht sich die Zahl auf 16. Die Schreibweise einiger Gottheiten änderte sich im Laufe der Zeit durch Umdeutungen. Aus der Enki-Ninki-Gruppe entstanden wahrscheinlich später die Igigi. Auch die Namen des ersten hurritisch-hethitischen Götterpaares „Munki“ und „Amunki“ können auf Nunki beziehungsweise Enki (emesal „Umunki“) zurückgehen.